# Berg-Grubenotter
Die Berg-Grubenotter (Ovophis monticola), auch als Berg-Lanzenotter bezeichnet, ist eine asiatische Schlangenart der Vipern und Grubenottern aus der Gattung Ovophis.
Die im deutschen ebenfalls als Berggrubenottern bezeichnete Gattung Cerrophidion stammt aus Amerika.

## Merkmale

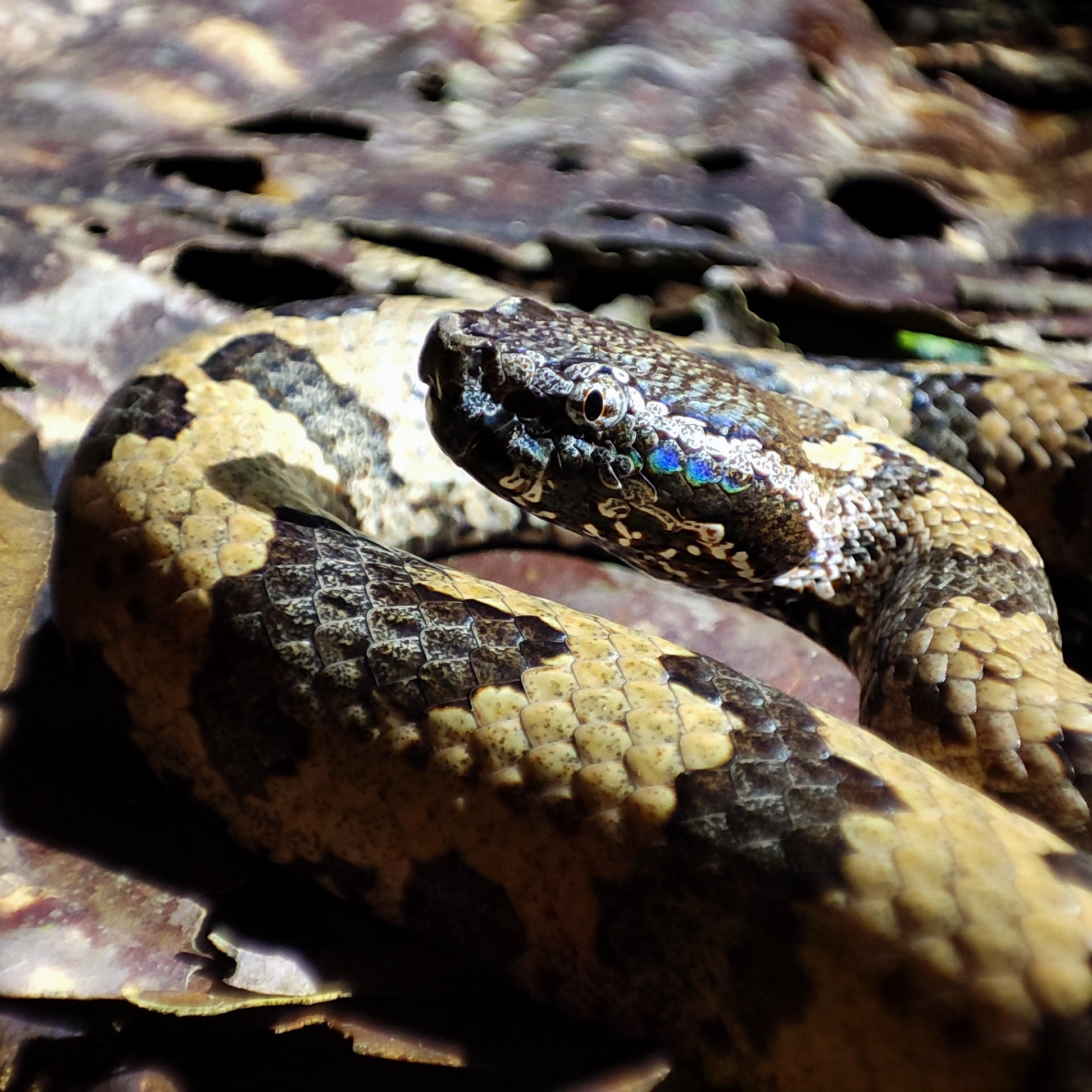
Berg-Grubenotter in Vietnam

Die Berg-Grubenotter besitzt einen stämmigen Körperbau und erreicht eine Gesamtlänge von circa 90 cm. Der Kopf ist bei Aufsicht dreieckig geformt und setzt sich deutlich vom Hals ab. Das Auge ist verhältnismäßig klein und besitzt eine bei Lichteinfall vertikal geschlitzte Pupille. Der Körper weist eine hellbraune Grundfärbung auf. Dorsal zeigt sich eine Reihe dunkelbrauner Flecken, die unregelmäßig angeordnet und teils miteinander verbunden sind. Die Flanken sind durch kleinere Flecken gezeichnet. Zwischen Schnauze und Mundwinkel verläuft ein helles Band, das sich durch das Auge zieht. Die Bauchseite ist weißlich bis grau gefärbt und bräunlich gesprenkelt. Der Schwanz ist oberseits dunkelbraun.
Der Giftapparat besteht, wie für Vipern typisch, aus seitlich des Schädels befindlichen Giftdrüsen (spezialisierte Speicheldrüsen) und im vorderen Oberkiefer befindlichen, beweglichen Fangzähnen (solenoglyphe Zahnstellung).

### Pholidose
Die Pholidose (Beschuppung) zeigt folgende Merkmale:
- kopfoberseits kleine Schilde, die gekielt oder glatt sein können,
- 8 bis 9 Oberlippenschilde (Scuta supralabialia),
- 23 bis 25, selten 27 Reihen Rückenschuppen (Scuta dorsalia), die glatt oder schwach gekielt sein können,
- 132 bis 158 Bauchschilde (Scuta ventralia),
- 21 bis 57 Unterschwanzschilde (Scuta subcaudalia) und
- 1 ungeteiltes Analschild (Scutum anale).

## Taxonomie
Die Erstbeschreibung unter der Bezeichnung Trimeresurus monticola erfolgte durch deutsch-britischen Zoologen Albert Günther im Jahr 1864. Die wichtigsten Synonyme sind:
- Trimeresurus monticola Günther 1864
- Lachesis monticola Venning 1910
- Trimeresurus monticola monticola Mell 1929
- Trimeresurus monticola meridionalis Bourret 1935
- Ovophis monticola meridionalis Hoge & Romano-Hoge 1981

Der taxonomische Status der Gattung Ovophis ist unklar, molekularbiologische Untersuchungen von Tu et al. (2000) unterstützten die Gattung nicht.

### Unterarten
Die Angaben zu den Unterarten von Ovophis monticola variieren je nach Autor. Folgende Unterarten wurden beschrieben:
- Ovophis monticola monticola
- Ovophis monticola convictus – weitestgehend als eigenständige Art anerkannt
- Ovophis monticola makazayazaya
- Ovophis monticola orientalis
- Ovophis monticola zhaokentangi

O. monticola makazayazaya und O. monticola orientalis werden von einigen Autoren als synonym zueinander betrachtet, teils wird ihnen Artstatus unter der Bezeichnung Ovophis makazayazaya zuerkannt.  Eine weitere Unterart, O. monticola zayuensis, wird teilweise ebenfalls als eigenständige Art geführt.

## Verbreitung
Das Verbreitungsgebiet der Art umfasst Areale in Bangladesch, Bhutan, Kambodscha, Volksrepublik China (inkl. Tibet und Hongkong), Indonesien, Indien, Laos, Malaysien, Myanmar, Nepal, Taiwan, Thailand und Vietnam. Die besiedelten Habitate liegen in Höhenlagen zwischen 1.000 und 2.600 m über dem Meeresspiegel und werden von Berghängen und Geröllhalden mit gras- und bambusbestandener Vegetation dargestellt. Weiterhin tritt Ovophis monticola als Kulturfolger in Erscheinung und kann in Teeplantagen, Mauerwerk, Gärten und gelegentlich sogar Wohnhäusern angetroffen werden.

## Lebensweise
Ovophis monticola führt eine bodenbewohnende und weitgehend nachtaktive Lebensweise. Zum Beutespektrum der Schlange zählen in erster Linie Kleinsäuger wie Ratten und Mäuse sowie Echsen. Die Fortpflanzung erfolgt durch Oviparie, also eierlegend. Das Gelege umfasst 6 bis 18 zusammenklebende Eier und wird in einem Erdloch, einer anderen Bodenvertiefung oder unter verrottendem Pflanzenmaterial abgelegt. Die Eier messen 26 bis 40 mm in der Länge sowie 23 bis 24 mm in der Breite. Der Schlupf erfolgt im September, die Jungschlangen sind beim Schlupf etwa 18 bis 20 cm lang.
Ovophis monticola ist nicht besonders aggressiv. Bei Provokation wird der Körper zusammengerollt und die Schwanzspitze zittert, was beispielsweise in trockenem Laub ein rasselndes Geräusch erzeugt. Bei Annäherung setzt die Schlange sich durch Bisse zur Wehr.

## Schlangengift
Das Giftsekret von Ovophis monticola enthält Substanzen mit Einfluss auf die Hämostase (Pro- und Antikoagulantien) sowie Hämorrhagine (Metalloproteasen). Ein Giftbiss verläuft beim Menschen zumeist glimpflich, wenngleich ein letaler Verlauf nicht ausgeschlossen werden kann. Neben unspezifischen Allgemeinsymptomen (z. B. Kopfschmerz, Schwindel, Übelkeit, Erbrechen) können lokale Schmerzen und Ödem, Blasenbildung, Nekrose, Koagulopathie, Hämorrhagien und Schock auftreten. Zur Therapie starker Intoxikationen stehen diverse Antivenine zur Verfügung, zum Beispiel 'Polyvalent Anti Snake Venom Serum' (Central Research Institute, Indien).

## Etymologie
Das Artepitheton „monticola“ entstammt dem lateinischen und bedeutet „Bewohner des Gebirges“ (lt. „colere“ – „bewohnend“; „montis“ – „Berg“).